# Thomas Hill Williams
Thomas Hill Williams (Surry megye, 1773. január 14. – Robertson megye, 1850. december 7.) az Amerikai Egyesült Államok Mississippi államának szenátora.